# Albert Salamonsky
Albert Salamonsky (* 18. Juni 1839; † 22. Juni 1913) war ein Dressurreiter, Reitakrobat und Zirkusunternehmer.

## Leben
Albert Salamonsky wurde in eine Zirkusfamilie hineingeboren. Sein Vater, der Kunstreiter Wilhelm Salamonsky, arbeitete schon 1841/42 mit Ernst Renz zusammen. Von ihm lernte er, Pferde zu dressieren und sie mit äußerstem Geschick zu reiten. Bereits ab 1857 tourte er mit dem Zirkus Carré durch Europa, gemeinsam mit seinen Schwestern Adelheid und Amalia und der Parforcereiterin Lina Schwarz, die er 1868 heiratete. Er avancierte zum Darsteller eines Saltos auf einem ungesattelten Pferd. Im Zirkus Renz in Berlin debütierte er 1862. 1866 trat er in Russland auf. Als 30-Jähriger hatte er bereits seine eigene Zirkustruppe und pachtete 1873 die zum Zirkus für 5000 Zuschauer umgebaute Markthalle in Berlin. 1879 zog dann dort der Zirkus Renz ein und Salamonsky ließ sich in Moskau nieder. Er baute einen Zirkus am Zwetnoi-Boulevard, Salamonsky-Zirkus genannt (heute das Gebäude des Moskauer Zirkus). 1888 gründete er in Moskau eine Reitschule. Er baute auch Zirkusgebäude in Odessa und Riga. Der Zirkus in Riga wurde 1888 eröffnet und trug noch bis 1941, als er verstaatlicht und in „Staatlicher Zirkus der Lettischen Sozialistischen Sowjetrepublik“ umbenannt wurde, seinen Namen. In den 90er Jahren des 19. Jahrhunderts übertrug er die Regie an seine Frau.